# Aguachica
Aguachica is een gemeente in het Colombiaanse departement Cesar. De gemeente, in bevolking de tweede gemeente van Cesar, telt 80.789 inwoners (2005). Aguachica werd eerst gesticht door José Lázaro de Rivera op 16 augustus 1748 en later, in 1776 opnieuw als gemeente gesticht. Het noorden van de gemeente ligt op grotere hoogte in de Cordillera Oriental.
- Library of Congress Control Number: n90653787
- Nationale Bibliotheek van Israël: 987007565133805171
- Virtual International Authority File: 137335271

Aguachica · Astrea · Becerril · Bosconia · Chimichagua · Chiriguaná · Agustín Codazzi · Curumaní · El Copey · El Paso · Gamarra · González · La Gloria · La Jagua de Ibirico · La Paz Robles · Manaure · Pailitas · Pelaya · Pueblo Bello · Río de Oro · San Alberto · San Diego · San Martín · Tamalameque · Valledupar